# Vicente Inglés
Vicente Inglés – hiszpański malarz.
Jego pierwszym nauczycielem był jego ojciec, José Inglés, również malarz. Namalował serię obrazów dla kaplicy San Isidoro w Murcji, dzięki którym uzyskał stanowisko nauczyciela na Królewskiej Akademii Sztuk Pięknych San Carlos w Walencji.

## Dzieła malarskie
- Retrato del pintor Cristóbal Valero
- La multiplicación de los panes y los peces
- Santa Teresa de Jesús